# René Seebacher
René Seebacher (Klagenfurt, 24 luglio 1988) è un calciatore austriaco, difensore o centrocampista del Kühnsdorf.

## Caratteristiche tecniche
Esterno destro, può giocare come terzino su entrambe le fasce.

## Carriera
Cresciuto nelle giovanili del Karnten, nel 2008 è prelevato dall'Admira che lo gira in prestito all'Hartberg: quest'ultima squadra decide di acquistare a parametro zero Seebacher, che gioca la stagione seguente con la sua nuova squadra. Nell'estate 2011 l'Admira decide di acquistare nuovamente Seebacher in cambio di 50000 €, salvo svincolarlo due anni dopo. Nel gennaio 2014 si accorda con il Wolfsberger.